# Edificio de Camilo y Benigno Fernández
El edificio de Camilo y Benigno Fernández es una construcción situada en el nº 28 de la Calle de Urzaiz, en el centro de la ciudad de Vigo (Galicia, España).

## Historia
Este edificio fue construido por los hermanos Camilo y Benigno Fernández. Miembros de una familia rica y de renombre de la burguesía viguesa de la época, los hermanos Fernández proyectaron construir un edificio monumental en piedra, imitando así a otros miembros de la pujante clase social que en aquellos años estaba convirtiendo a Vigo en un polo industrial de primer orden, vinculado a su puerto. Para tal fin, contrataron a uno de los grandes arquitectos del momento, Jenaro de la Fuente Domínguez, que diseñaría un edificio en estilo mdoernista, muy similar al edificio Pardo Labarta edificado dos años antes, y que era del gusto de la sociedad urbana de la época. El resultado fue un notable edificio que hoy en día es una de las joyas arquitectónicas de Vigo.

## Construcción y estilo
Jenaro de la Fuente era un arquitecto ecléctico, empapado del modernismo y el art noveau del momento, lo cual se refleja en el diseño del edificio, que tiene una fantástica fachada, con una ornamentación muy cuidada, que combina arcos elípticos, arcos rampantes, pináculos, y una decoración vegetal y geométrica muy rica, con rosetones, emparrados o motivos florales. La calidad de los acabados es una muestra de la excelente cantería en granito de la época, presente en muchos otros edificios históricos de Vigo. Así mismo destacan los balcones en hierro fundido, con motivos típicamente modernistas y art decó.
El resultado es un edificio monumental de cuatro alturas y planta baja, con una entrada principal magnífica en su amplitud y decoración, y tres galerías graníticas que recorren verticalmente el centro y los extremos de la fachada. Ambos elementos, característicos del modernismo, resaltan y dan un aire monumental y de rica arquitectura al conjunto. Posteriormente, se le realizó un añadido, que rompe el diseño del conjunto creando una quinta planta en formas cuadradas y macizas, que sustituye al diseño original del remate del edificio, basado en varias cúpulas de estilo modernista. En cualquier caso, una reciente restauración permite contemplar la belleza de líneas y decorativa de este magnífico edificio, muestra señera del modernismo vigués.

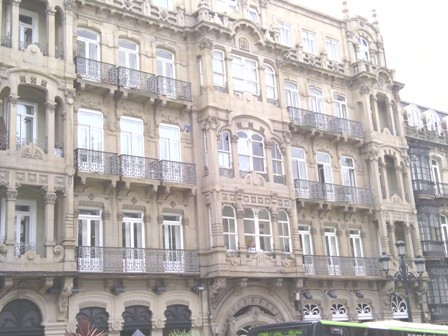
Vista de la fachada.
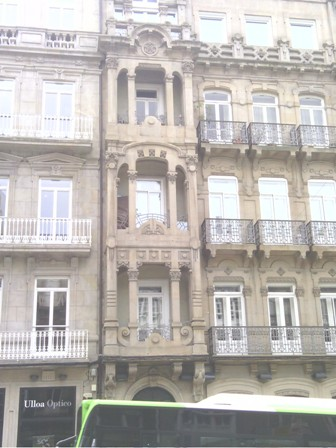
Galería vertical a la izquierda de la fachada.
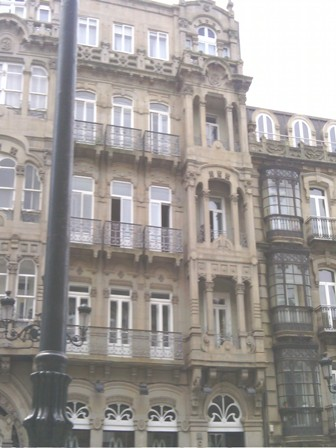
Galería vertical a la derecha de la fachada.
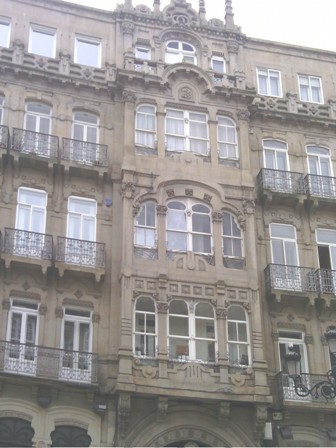
Galería vertical en el medio de la fachada.